# Cantonul Condom
Cantonul Condom este un canton din arondismentul Condom, departamentul Gers, regiunea Midi-Pyrénées, Franța.

## Comune
| Comune                   | Populație (1999) | Cod poștal | Cod INSEE |
| ------------------------ | ---------------- | ---------- | --------- |
| Beaumont                 | 112              | 32100      | 32037     |
| Béraut                   | 319              | 32100      | 32044     |
| Blaziert                 | 124              | 32100      | 32057     |
| Cassaigne                | 186              | 32100      | 32075     |
| Castelnau-sur-l'Auvignon | 161              | 32100      | 32080     |
| Caussens                 | 549              | 32100      | 32095     |
| Condom                   | 7 251            | 32100      | 32107     |
| Gazaupouy                | 297              | 32480      | 32143     |
| Larressingle             | 200              | 32100      | 32194     |
| Ligardes                 | 250              | 32480      | 32212     |
| Mansencôme               | 73               | 32310      | 32230     |
| Mouchan                  | 365              | 32330      | 32292     |
| La Romieu                | 532              | 32480      | 32345     |